# فرانک آستین (بازیکن فوتبال)
فرانک آستین (انگلیسی: Frank Austin; ۶ ژوئیهٔ ۱۹۳۳ – ۱۴ ژوئیهٔ ۲۰۰۴) بازیکن فوتبال اهل بریتانیا بود.
از باشگاه‌هایی که در آن بازی کرده‌است می‌توان به باشگاه فوتبال چلمزفورد سیتی، باشگاه فوتبال تورکی یونایتد، و باشگاه فوتبال کاونتری سیتی اشاره کرد.